# 柳叶蝇子草
柳叶蝇子草（学名：Silene salicifolia）为石竹科蝇子草属的植物，是中国的特有植物。分布于中国大陆的四川等地，生长于海拔2,100米至2,300米的地区，多生长在林间岩石上，目前尚未由人工引种栽培。
2012年，俄羅斯科學院從3萬多年前的種子中，成功復育柳叶蝇子草並開花。